# Первый снег (картина Пластова)
«Пе́рвый снег» — картина русского советского художника Аркадия Пластова. Создана в 1946 году в деревне Прислониха в Карсунском районе Ульяновской области. Полотно находится в постоянной экспозиции и коллекции Тверской областной картинной галереи. Среди выставок, на которых оно в разное время было представлено, — выставка произведений четырёх советских художников в 1947 году в Музее прикладного искусства в Вене, а также в Праге, Софии и Белграде. Картина «Первый снег» была представлена и на XXVIII Венецианской биеннале 1956 года.
Полотно изображает мальчика и девочку, вышедших на крыльцо деревенского дома, чтобы посмотреть на первый снег. Художник сумел передать свежесть зимнего дня, обаяние деревенских детей, их живой интерес к окружающему миру и наивное восхищение его красотой. Искусствоведы отмечали глубокое понимание автором русской природы и особенностей детской души. Полотно привлекало серьёзное внимание советских и современных российских исследователей творчества Аркадия Пластова. Среди них кандидат искусствоведения Лев Мочалов, кандидат искусствоведения Галина Леонтьева, кандидат филологических наук Татьяна Пластова и другие. С точки зрения кандидата искусствоведения Инги Филипповой, «Первый снег» — одно из самых поэтичных произведений Пластова, в котором осуществлён синтез находящихся в хрупком балансе пейзажа и жанровой картины. Первый снег воспринимается художником как чудо. Свидетелями этого чуда становятся дети с открытыми душами, искренними чувствами, чистыми и невинными устремлениями.
Полотно Аркадия Пластова неоднократно рекомендовалось советскими и современными российскими педагогами и методистами для использования на уроках и во внеклассной работе в начальной и средней общеобразовательной школе.

## Изображение на картине и особенности трактовки художником сюжета
Картина изображает мальчика и девочку, вышедших на улицу, чтобы посмотреть на первый снег. Художник сумел передать свежесть зимнего дня, обаяние деревенских детей, их живой интерес к окружающему миру и наивное восхищение его красотой. Советские и российские искусствоведы отмечали глубокое понимание автором русской природы и особенностей детской души.
На картине изображены крыльцо деревенского дома, белая, «с обнажённой серебристой кроной берёза в палисаднике», безлюдная деревенская улица «в белизне падающего хлопьями снега». Советский и российский популяризатор искусства Александр Березин писал, что пейзаж носит лирический характер: «художник тонко и проникновенно передаёт ощущение свежего зимнего дня, когда в воздухе несутся ослепительные пушистые снежинки».
Дети вышли на крыльцо, чтобы посмотреть на первый снег. Художник изображает, по словам журналиста и писателя Евгения Резепова, «нежную и открытую девочку» и важного мальчика, «который ведёт себя маленьким мужичком». Дети надели валенки, которые взяты у старших, шаль на голове девочки — явно чужая. Биограф художника Василий Дедюхин в своей книге «Краски Прислонихи», посвящённой художнику, отмечает особую трогательность обыденных деталей картины: крылечко имеет всего две ступеньки, бревенчатая стена без окон (Дедюхин писал, что создаётся ощущение небольшого размера избы; возможно, в ней только одна комната), ворона сидит на развесистой берёзе, другая примостилась на снегу у палисадника, рядом — большое тёмное пятно (грязная лужа, которую ещё не успел засыпать первый снег), на заднем плане виднеются движущиеся сани, которыми, стоя, правит крестьянин. Описывая сюжет картины «Первый снег», он делал акцент на сиюминутности события, которое запечатлел художник:

«Девочка лет восьми-девяти выбежала вместе с младшим братишкой на крыльцо. Он одет по-зимнему… А она выскочила на минутку, всунула босые ноги в великоватые валенки, набросила на голову белый платок, который и поддерживает обеими руками. А мордочку вверх подняла и смотрит завороженно, любуется снежинками, которые, поди, всю ночь падали и сейчас падают… Счастливые минуты даны каждому человеку, они подчас кратки, мимолётны. Запечатлев их на полотне, художник совершает святое дело»— Василий Дедюхин. Краски Прислонихи
Галина Леонтьева также отмечает, что девочка накинула на «лёгонькое ситцевое платьишко» только платок, а мальчик на всякий случай оделся совсем по-зимнему: в пальто, валенки и ушанку.

## Семантика образа «первый снег» в русской поэтической модели мира
Снег является фрагментом русской фольклорной картины мира и объектом эстетического освоения на протяжении XVIII — начала XXI веков. В описании времени его появления русские поэты XX века, современники Аркадия Пластова, отдавали предпочтение первому снегу: «Вот-вот повалит первый снег» (Давид Самойлов); «И если падал ранний снег» (Павел Васильев). В большинстве случаев первый снег соотносится с процессом падения. Кандидат филологических наук Надежда Морозова считает, что художественные образы, в основе которых лежит «первый снег», можно разделить на два типа.
Первый тип — образ первого снега как части пейзажа и объект эстетического осмысления. Эта группа контекстов содержит описание особенностей первого снега и выражение эмоциональных впечатлений авторов. На протяжении XX и начала XXI веков внезапная и стремительно исчезающая красота первого снега погружает лирического героя в восторженное, эмоционально возбуждённое состояние. Часто образ первого снега связывается со временем поэтического вдохновения. Иногда он приобретает символическое значение «всего первого, что произошло в жизни человека». Так, у Ольги Берггольц этот образ используется при описании первых шагов ребёнка в жизни. Устойчивым для поэтического сознания русских авторов является осмысление первого снега как «погодного явления, напоминающего о важных / значимых событиях в жизни лирического героя (и его автора)».
Во втором типе художественных образов первый снег является предметом сравнения (оно проводится с цветом, размером и формой снежинок, внезапностью появления и стремительностью исчезновения). С первым снегом в этом случае сопоставляется в русской поэзии XX века голос смеющегося человека, эмоциональный холод, вызванный некими событиями в жизни, невинная чистая девушка, текучесть, нежелательность и неожиданность событий, их близость.

## История создания и судьба картины
К началу работы над полотном к художнику пришли успех и высокие государственные награды. В 1945 году Аркадию Пластову было присвоено звание «Заслуженный деятель искусств РСФСР», в 1946 году он был удостоен Сталинской премии I степени за картины «Жатва» и «Сенокос» (обе они были приобретены для коллекции Государственной Третьяковской галереи).
Тема детства являлась одной из ведущих в творчестве художника. На картинах Аркадия Пластова дети — активные участники событий: они «деятельны, живы, веселы», каждый обладает неповторимой индивидуальностью. Сам он писал: «Ребятишек я люблю. Как описать их прелесть? В детском лице на открытом воздухе — ясность, свежесть — цвета, приближающиеся по красоте к звукам. Писать ребятишек — наслаждение. Ты счастлив, и они счастливы. Это видно: у ребёнка всё, как на тарелке. Когда взрослого пишешь, немножко мучает совесть — отнял время. Ребятишки свободны, тут этого ощущения нет. Я во все картины правдами и неправдами вписываю ребятишек».
В деревне Прислониха в Карсунском районе Ульяновской области, где художник создавал картину, первый снег обычно выпадает в конце октября. Это важное событие в жизни деревенских детей. Избу с крыльцом, которую Аркадий Пластов использовал для картины, уже невозможно разыскать. Как сложилась судьба деревенских мальчика и девочки, позировавших художнику для картины, также неизвестно. Жена сына Пластова, Елена Николаевна, считала образы детей с картины «Первый снег» собирательными. Такое же мнение высказывали Валентина Волкова и Иван Репин, в детстве позировавшие Пластову. «Я у него полностью только на портрете „Валя Волкова“. А так он меня по частям писал: руки, волосы, глаза — и потом вставлял в другие картины», — рассказывала Волкова.
Свидетелем работы Пластова над картиной «Первый снег» стал художник-иллюстратор Евгений Кибрик. Вот как он описывал свои впечатления от увиденного в книге «Работа и мысли художника» (её рукопись увидела свет после смерти автора в 1984 году):

Падает большими мягкими хлопьями первый снег — белый, чистый, какой-то праздничный. Захожу в мастерскую Аркадия Александровича. Он пишет картину, пишет быстро, свежо: называется картина «Первый снег». Крыльцо деревенского дома, дерево, покрытое мохнатым снегом, детишки, собачонка, — густыми, красочными, горячими пятнами на белом холодном снегу; красиво, празднично и удивительно правдиво — жизнь всегда прекрасна в его видении. Пластов часто выбегает на улицу за новыми впечатлениями, благо, мастерская на втором этаже.— Евгений Кибрик. Работа и мысли художника
Впервые картину, которая носила название «Первый снег», художник написал и представил зрительской аудитории в 1936 году. Местонахождение в настоящее время её неизвестно, но она была опубликована вместе с этюдом к ней в журнале «Искусство» за 1937 год. На первом плане полотна находились многочисленные следы телег и лошадей, а тон зелени, по утверждению современника Пластова, искусствоведа Владимира Костина, был назойлив и больше соответствовал весне, чем осени. Он низко оценивал и изображение заднего плана, на котором располагался достаточно однообразно написанный и бесформенный лес. Использование цветов художником и композицию картины критик называл случайными. Напротив, современный искусствовед Татьяна Пластова, имевшая под рукой, однако, только чёрно-белую журнальную репродукцию, назвала композицию оригинальной и предположила, что в использовании цвета художник также не допустил ошибок.
Получившую широкую известность картину «Первый снег» Аркадий Пластов создал в 1946 году. Техника её исполнения — масляная живопись по холсту. Размер полотна — 146 × 113 см. Оно находится в коллекции и представлено в постоянной экспозиции Тверской областной картинной галереи, инвентарный номер — Ж-1304.
В 1947 году в Вене на выставке советской живописи и графики были представлены работы четырёх художников — Александра Герасимова, Сергея Герасимова, Александра Дейнеки и Аркадия Пластова. Среди них были четыре картины Аркадия Пластова — «К партизанам», «Немец пролетел», «Трактористки» и «Первый снег», а также две акварели. Выставка экспонировалась в Музее прикладного искусства. Картина «Первый снег» была представлена немецкоязычной аудитории под дословным переводом «Der erste Schnee». Её размеры в каталоге, изданном на русском и немецком языках, были указаны как 145 × 115 см.
Вслед за столицей Австрии картины экспонировались в Праге, Софии и Белграде. Повсюду они вызывали живой отклик — «огромный интерес и восторженные отзывы зрителей». Корреспондент газеты «Ульяновская правда» отмечал, что жителей Вены поразили оптимизм, жизнеутверждающая сила полотен Пластова, любовь автора к Родине и человеку. Всё это составляло контраст с творчеством западных живописцев, для которых, по утверждению автора статьи, свойственны надрыв, безысходность и «формалистические выверты».
В 1956 году шесть картин Аркадия Пластова были представлены на XXVIII Биеннале в Венеции. Среди них была и картина «Первый снег».

## Искусствоведение и зрители о картине

### «Первый снег» в оценке советского искусствоведения
Советский искусствовед и живописец, член Союза художников СССР Владимир Костин в книге, посвящённой Пластову и вышедшей в 1956 году, отмечал лиричность образов и эмоциональную выразительность колорита картины. По его мнению, художник хотел передать в своём полотне незабываемые ощущения свежести и новизны в день первого снегопада после серых и грязных дней осени, когда земля оказывается покрыта чистым снегом и наступает тишина. Взгляд девочки на «запрокинутом» навстречу падающему снегу лице «полон тихой радости и наивного удивления». В нём зритель, по мнению искусствоведа, легко прочитает переживания, которые сам испытывал в детские годы, ожидая зиму, а вместе с ней — катание на салазках, коньках, праздничную ёлку и уютные вечера в натопленных избах. В другой своей книге («Среди художников», 1986)Владимир Костин назвал полотно «Первый снег» правдивым и поэтичным. «Первый снег». Он писал, что картина вызывает множество раз испытанное всеми нами особое ощущение тихой радости, чистоты и обновления.

Картина Пластова «Первый снег» в постоянной экспозиции Тверской областной картинной галереи.

Кандидат искусствоведения Лев Мочалов в книге «Художник, картина, зритель. Беседы о живописи» (1963), а затем в более поздней книге «Неповторимость таланта» (1966) сравнивал картину «Девочка у окна» (1933) Александра Дейнеки и «Первый снег» Пластова. С точки зрения искусствоведа, общее между двумя полотнами — тема вечного обновления мира, тема познания мира ребёнком. Различия же состоят в том, что у Дейнеки героиня картины — горожанка, противопоставленная художником природе. Прямые линии оконного переплёта резко противостоят очертаниям заснеженного сада — природа увидена через окно, подчинена взгляду «через геометрически чёткую рамку и рассечена строгими линиями». Девочка отделена от природы. Именно поэтому в её взгляде угадывается грусть. Полотно Дейнеки представляется Льву Мочалову «более подтянутым, строгим, афористичным по манере».
На картине из музея в Твери, напротив, дети радуются приходу зимы. Зима для них — возможность кататься на санках, лыжах, играть в снежки, читать следы разных зверей на снегу. Деревенские дети с момента рождения близки к природе. Девочка выбежала на крыльцо в одном платье, только накинув на плечи тёплый платок. В образах детей художник, по мнению Мочалова, отмечает не столько размышления и изумление, сколько радость. У Пластова на картине «Первый снег» больше лирической теплоты, мягкости, трепетности восприятия окружающей жизни: «Как бы полемизируя с Дейнекой, Пластов напоминает нам о ценности прихотливого многообразия жизни, о стихийной щедрости её красок. Для его творчества характерно эмоционально повышенное живописное восприятие натуры во всём её индивидуальном своеобразии».
Советский искусствовед Марина Ситнина называла картину одним из очаровательных, тонких и лирических произведений Аркадия Пластова. Она считала, что художнику удалось передать свежесть зимнего дня и ту тишину, когда мягко и легко падают снежинки. С её точки зрения, это мог сделать только художник, постоянно живущий на природе. Дети на картине очаровательны, живы и наблюдательны. Художник запечатлел их затаённую радость и наивное удивление.
Кандидат искусствоведения Галина Леонтьева находила мотивы творчества Сергея Есенина в картине «Первый снег». По её мнению, полотно соотносится со строками поэта:
Я по первому снегу бреду,

В сердце ландыши вспыхнувших сил.

............................................

Хороша ты, о белая гладь!

Греет кровь мою легкий мороз!

Так и хочется к телу прижать

Обнажённые груди берёз…
Галина Леонтьева отмечает «светлое чувство покоя и грядущего отдохновения природы», рождающее в душе «волнение и радость». Эти чувства усиливаются, так как приходят к зрителю через чистоту и непосредственность детской души. Радость и волнение детей, изображённых на картине, не затуманены грустью жизненного опыта, взрослым ощущением многократного повторения одних и тех же событий… Для них «всё внове, для них первый день зимы полон щедрых обещаний, неясных предчувствий больших радостей». Леонтьева считала, что благодаря картине «мы будто переселяемся в сказочное, волшебно-прекрасное, полное чудес царство — детство». Без изображения детей на картине она не только не отражала бы замысел автора, но и присущую ей поэтичность. Искусствовед сопоставляла полотно «Первый снег», на котором изображён первый день прихода зимы, и другую картину художника — «Весну» (ещё одно её название — «Старая деревня»), где запечатлён день неотвратимого ухода зимы. На первом полотне сыплет с неба первый снег, на втором — падают на землю крупные хлопья последнего снега.
Василий Дедюхин писал, что художнику удалось блестяще передать счастье изображённых на картине деревенских детей, для которого так немного нужно: «невесомые снежинки», окончание тоскливой, грязной осени, «предвкушение больших детских зимних радостей», «снежная белизна», свежий воздух.

### Современное российское искусствоведение о картине Аркадия Пластова
Народные художники СССР, действительные члены Академии художеств СССР Сергей и Алексей Ткачёвы назвали в статье «Слово о А. А. Пластове (к 90-летию художника)» картину «Первый снег» одной из жемчужин художника. Наиболее высокой оценки  в этой статье заслужило в полотне то, как «счастливо соединились трогательные фигурки ребятишек, с неброским, но до боли в сердце, проникновенным русским пейзажем». По мнению Евгения Резепова, очарование картины «Первый снег», помимо незаурядного мастерства Пластова-живописца, состоит в тонком и глубоком понимании художником русской природы и русской души.
С точки зрения кандидата искусствоведения, заведующей сектором информационно-аналитической работы Консультационно-методического центра Русского музея Инги Филипповой, «Первый снег» — одно из самых поэтичных произведений Пластова, где «в синтезе пейзажа и жанровой картины найдена очень тонкая объединяющая линия». Благодаря этому хрупкому балансу двух жанров, художник достиг их абсолютной подчинённости друг другу. Бытовой жанр и пейзаж находятся в тесной связи с общей концепцией картины, которая является смысловым центром полотна. При этом искусствовед считает, что пейзаж интересен Пластову «постольку, поскольку он созвучен детскому восторженному состоянию». Картина «Первый снег» характерна для первых послевоенных работ Пластова. В ней проявились умиротворённость и «особая, завораживающая тишина». Художник, по словам Филипповой, получает удовольствие от возможности прислушаться «к замершей в ожидании волшебства природе или к тому, что подспудно зреет в собственной душе и так созвучно с происходящим вокруг». Первый снег воспринимается самим художником как чудо. Свидетелями этого чуда становятся дети с открытыми душами, искренними чувствами, чистыми и невинными устремлениями.
Филиппова отмечала, что цветовое решение картины необычно для творчества Пластова в целом своей лаконичностью:

«Оно строится на сопоставлении тёмных и светлых пятен в пределах серо-голубого, белого и чёрного в сочетании с охрой. Большую роль здесь приобретает пластика линии — характерные изгибы ветвей берёзы, подчёркнутая строгость рисунка стены сруба, покосившийся штакетник у крыльца. Живописная выразительность полотна по-пластовски убедительна. Художнику удалось передать ощущение влажности воздуха, рыхлости тёплого снега, густо ложащегося на мокрую землю. Фигурки детей, стоящих на крыльце, — эмоциональный центр картины, средоточие авторского постижения детской души»— Инга Филиппова. Живопись Аркадия Пластова 1930—1960-х годов. Творческий метод и образно-смысловые структуры
Искусствовед, научный сотрудник музея-заповедника Царицыно Марина Удальцова отмечает «левитановское настроение» в картине, «ахроматическую гамму красок, тишину, безмятежность и гармонию, царящие в мире». Доктор искусствоведения Владимир Леняшин отмечал, что картина «Первый снег» передаёт «незамутнённую радость общения с природой».
Кандидат филологических наук, заведующая кафедрой гуманитарных наук Московского художественного института имени В. И. Сурикова Татьяна Пластова относила «Первый снег» к тем картинам художника («Родник», «Полдень», «Юность»…), созданным в 1950-е и 1960-е годы, в которых он отошёл от чисто бытового жанра в область пластической метафоры и подчинил свою поэтику попытке достичь наибольшей выразительности. «Первый снег» для исследователя — свидетельство переосмысления художником своего «импрессионистического языка». В применении к этой картине Татьяна Пластова цитировала фрагмент из книги доктора искусствоведения Михаила Германа: «импрессионисты писали не сами предметы, не пространство, но тот светоносный „покров“, ту неосязаемую субстанцию, которая по сути дела более всего интересовала их».

## Картина в педагогике и методике преподавания в начальной и средней школе
Полотно Аркадия Пластова неоднократно рекомендовалось советскими и современными российскими педагогами и методистами для использования на уроках в начальной и средней общеобразовательной школе. В частности, кандидат филологических наук, доцент кафедры русского языка Российского государственного педагогического университета имени А. И. Герцена Татьяна Губернская в методическом пособии «Учимся писать изложения и сочинения» (2011) считала возможным использование картины для работы над сочинением в 4 классе. Методист-филолог Наталья Безденежных в пособии «Изложения, сочинения, мини-эссе для начальной школы» (2013) предлагает сочинение по этой картине в 3 классе. Авторы пособия для учителей «Русский язык. 4 класс. Поурочные разработки к УМК В. П. Канакиной, В. Г. Горецкого „Школа России“» Татьяна Ситникова и Ирина Яценко детально описывают методы работы учителя над подготовкой учащихся к работе над сочинением по картине. Доктор педагогических наук Галина Бакулина составила примерный конспект урока по работе над сочинением по картине «Первый снег» в 4 классе.
Оренбургская областная полиэтническая детская библиотека в ноябре 2020 года подготовила в серии «История одного шедевра» на YouTube небольшой видеофильм, посвящённый полотну Аркадия Пластова «Первый снег».
Устная работа по картине Аркадия Пластова по сформулированным в пособии вопросам предполагается на уроках в начальной школе в книге «Литературное чтение. 2 класс. Учебное пособие» Эллы Кац. В учебнике «Искусство. Изобразительное искусство» для 8 класса (2015), авторами которого являются доктор педагогических наук Станислав Ломов, доктор искусствоведения Сергей Игнатьев и учительница Марина Кармазина, соответствующем ФГОС, рекомендованном Министерством образования и науки Российской Федерации и включённом в Федеральный перечень учебников для средней общеобразовательной школы, полотно «Первый снег» иллюстрирует способность художника в статичных картинах передавать сильные эмоциональные состояния.